# 590-talet

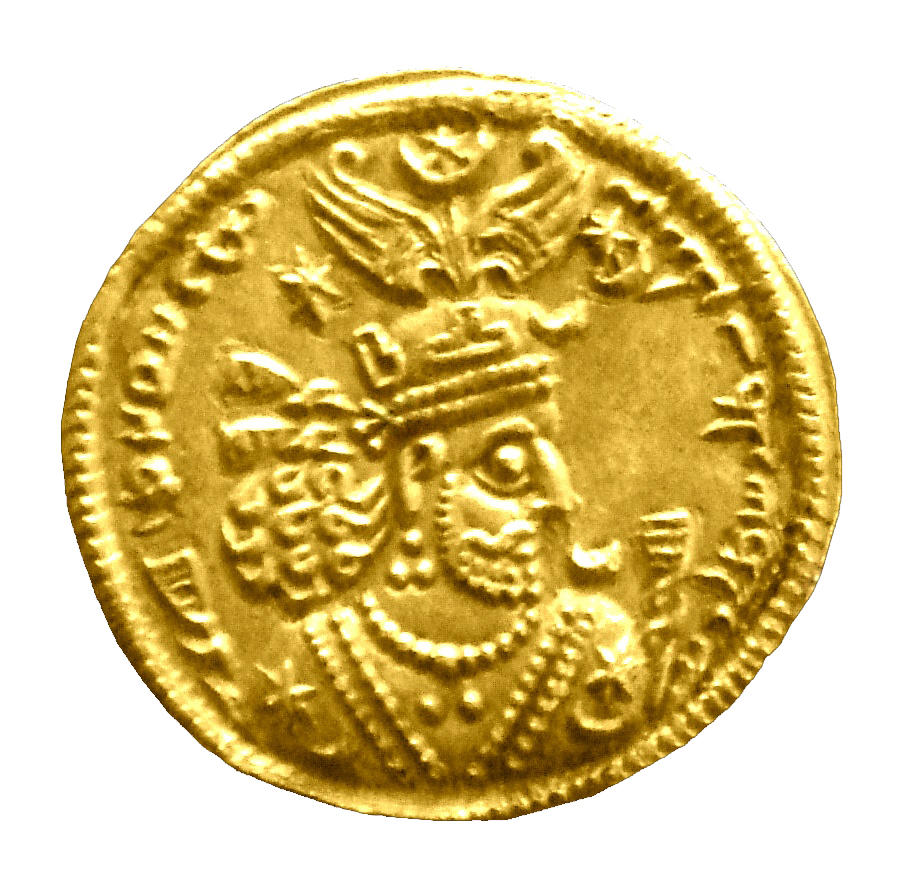
Guldmynt med Khusrov II på.

## Händelser
- Kristnandet av alemannerna börjar.
- Sedan Pelagius II har avlidit år 590 väljs Gregorius I till påve.
- Agilulf blir langobardernas konung 591. Hans gemål är den katolska Theodelinda. Monza blir residens vid sidan av Pavia.
- Det Bysantinska riket vinner åter tillbaka Singidunum från avarerna 592.
- Den persiska usurpatorn Bistam besegras av Khusrov II 592.
- Isidorus av Sevilla författar en encyklopedisk sammanfattning av tidens vetande (Etymologiæ sive origines).
- En kyrklig synod förklarar Abgarlegenden apokryf.
- Toltekerna erövrar Cholula.
- Kung Æthelbert av Kent inbjuder missionärer att besöka hans kungarike.
- Gregorius I sänder Augustinus av Canterbury att konvertera anglosaxarena till kristendomen.

## Födda
- Gao Jifu, kinesisk kanselor i Tangdynastin (död 654)
- Brahmagupta, indisk astronom och matematiker.
- Ali ibn Abi Talib, profeten Muhammeds kusin, svärson och närmste kompanjon.

## Avlidna
- Pelagius II, påve sedan 579
- Missionären Columba
- Childebert II av Austrasien
- Fredegund, frankisk drottning